# Philibert Le Roy
Philibert Le Roy (mort en 1646) était un architecte et ingénieur militaire français qui s'illustra dans les styles baroque et classique, et marquera le règne du roi Louis XIII.

## Biographie
Le 6 février 1623, il se présente comme « ingénieur de Monseigneur d'Angoulême » dans un document dans lequel il propose au roi de construire un canal reliant la Marne, à partir de Gournay, aboutissant dans les fossés de l'enceinte Paris près de l'hôpital Saint-Louis en passant par Villemomble. Le fossé entre la porte Saint-Antoine et la porte Saint-Denis devait être agrandi et approfondi, et un nouveau était prévu pour aller jusqu'aux Tuileries. Des ports étaient prévus à l'hôpital Saint-Louis et la porte Montmartre. De gros tuyaux étaient prévus pour amener l'eau nécessaire pour nettoyer les fossés et les égouts. Le document prévoyait un prix de 3 livres par toise cube, ce qui donne un coût de 528 000 livres. Le conseil du roi a donné un avis favorable le 15 mars suivant. Le conseil du roi donne un arrêt, le 13 janvier 1624, pour autoriser la construction d'un canal provisoire de 3 toises de large et le paiement d'une provision de 100 000 livres. Le projet n'a pas été réalisé car la provision n'a pas été payée.
Les documents de l'époque démontrent qu'en 1625, il a été présenté à « Monsieur », frère du roi, c'est-à-dire Gaston d'Orléans et a été nommé son architecte par le brevet du 3 janvier 1626.
En 1623, le roi se fait construire un pavillon de chasse à Versailles. Le marché de construction obtenu par adjudication deux ans auparavant est signé par le maître maçon Nicolas Huaut. Au vu de la modestie du projet, celui-ci aurait dû être conçu par un maître maçon, mais pas par Huaut lui-même qui décèdera en 1626. Il est possible alors que les plans de cette construction soit l'œuvre de Philibert Le Roy, mais rien ne prouve qu'il ait été associé à ce  projet.

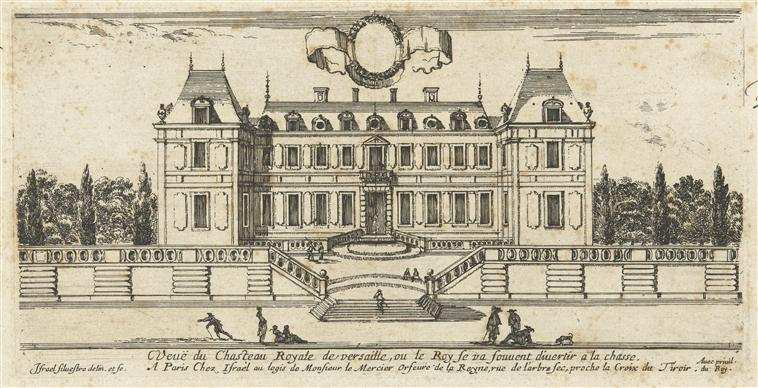
Vue du château de Versailles gravée par Israël Sylvestre en 1660-1664

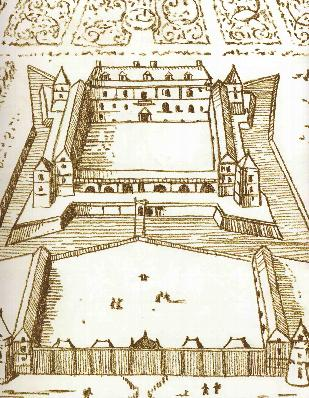
Vue est du château de Versailles de Louis XIII par Jacques Gomboust

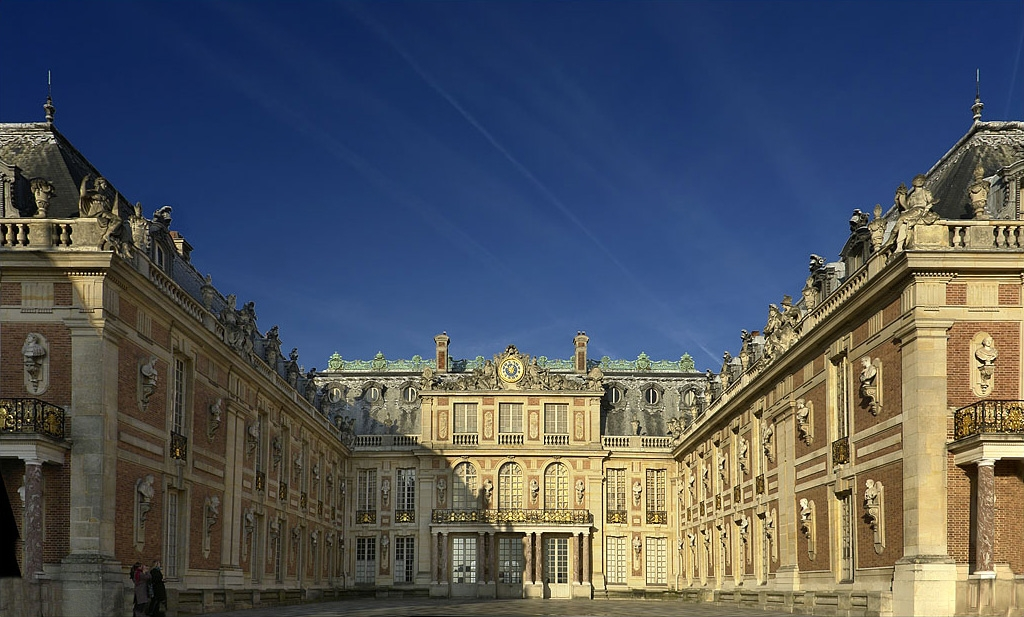
La Cour de Marbre du château de Versailles encadrée par les trois ailes construites par Philibert Le Roy

Philibert Le Roy est nommé architecte du roi par brevet du 12 novembre 1627.
En 1629, il passe un contrat avec Nicolas Le Jeune, maître couvreur, pour la réalisation d'un jeu de paume à côté du château de Versailles. Les fondations de ce jeu de paume ont été retrouvées au cours des fouilles faites dans la cour du Grand commun.
À partir de 1631, Il travailla à la création d'un petit château pour remplacer le pavillon de chasse existant, ce sera la première phase de construction du château de Versailles. Celle-ci s'achèvera en 1634 et sera constituée d'un pavillon central avec deux ailes en retour, constructions édifiées en brique et pierre de taille, coiffées de toit en ardoises bleutées. Les couleurs des matériaux utilisés ne serait pas dues au fait du hasard, puisqu'elles correspondraient à celles de la livrée de l'étendard royal.
En apparence, le château construit par Philibert Le Roy à Versailles n'est pas si différent du concept architectural de François Mansart développé pour le château de Maisons-Laffitte. Construction contemporaine du château de Versailles, située à proximité de celui-ci, le château Maisons-Laffitte est considéré comme un moment déterminant de l'architecture baroque française.
Le profit tiré par Philibert Le Roy de la construction du château de Versailles lui a permis d'acheter le 29 septembre 1632 un terrain situé rue Neuve Saint-Louis. Un second contrat passé le 22 décembre 1632 lui a permis d'augmenter le terrain et lui donnant une largeur de 30 mètres sur la rue. Il a ensuite construit un hôtel particulier à cet emplacement pour son usage. Cet hôtel a disparu. Jean Marot, dans L'Architecture française, lui attribue l'hôtel situé 7 rue du Mail . L'ouverture de la rue a été faite en 1634.
Adolphe Lance écrit qu'il a remplacé en 1636 Christophe Gamard  comme architecte de l'église Saint-Sulpice. Pour Charles Bauchal, il n'aurait reçu que la mission de revoir les plans de Gamard avec Marin de la Vallée.
Un marché est passé le 26 octobre 1639 entre Claude de Bullion et Philibert Le Roy pour le remplacement de carreaux de terre cuite par des carreaux de Hollande émaillés blanc et bleu dans le château de Wideville.
En 1644 il s'est marié avec Louise Fournier, veuve de Magdelon de la Houssaye, écuyer, sieur de La Houssaye et avocat au Parlement de Paris. De son premier mariage, Louise Fournier était la mère de huit enfants encore mineurs en 1644. Louise Fournier est morte en 1645 (inventaire après décès du 4 février 1645).

## Famille
Les Le Roy forment une famille nombreuse de maîtres maçons parisiens sans qu'il soit possible de préciser leurs relations de parenté. Ainsi Absalon Mansart, père de François Mansart est marié à Michelle Le Roy, fille de Jacques Le Roy maître maçon, sœur de Marcel Le Roy (†1647), maître maçon, adjudicataire de la reconstruction du Pont-Neuf de Toulouse où il a envoyé son neveu pour suivre les travaux. Les mariages à l'intérieur du milieu des maîtres maçons parisiens ont créé des dynasties de maîtres maçons et d'architectes du roi : Jules Hardouin-Mansart, Delisle-Mansart, les Gabriel.